# Andreu Fontàs
Andreu Fontàs Prat (Banyoles, 14 de novembro de 1989) é um futebolista espanhol que atua como zagueiro. Atualmente defende o Sporting Kansas City.

## Títulos
Barcelona
- Copa del Rey: 2011-2011
- La Liga: 2009-10, 2010-11e La Liga 2012-13
- Supercopa de España: 2009, 2011
- UEFA Super Cup: 2009, 2011
- Liga dos Campeões da UEFA: 2010-11
- Copa Audi: 2011
- Troféu Joan Gamper: 2010, 2011
- Copa do Mundo de Clubes da FIFA: 2011

 Seleção Espanhola
- Jogos do Mediterrâneo: 2009